# Злобин, Владимир Ананьевич
Владимир Ананьевич Злобин (9 [21] июля 1894 — 9 декабря 1967) — русский поэт и критик, более известный как секретарь и хранитель архива Зинаиды Гиппиус и Дмитрия Мережковского.
Родился в богатой купеческой семье (его отец ушёл от дел и от семьи и отправился странствовать по России). Учился в Петербургском университете (не окончил). В студенческие годы сотрудничал в журналах Ларисы Рейснер «Богема» и «Рудин». 
В 1916 познакомился с Мережковскими, чтобы уже не разлучаться с ними до конца их жизни. В 1919 они вместе покинули Россию, некоторое время жили в Варшаве, в 1921 прибыли в Париж, где поселились в одной квартире.
В 1927—1928 был редактором журнала «Новый корабль» (совместно с Ю. Терапиано, вышли четыре номера). С 1927 стал секретарём литературного салона Гиппиус «Зелёная лампа».

3лобин, в своих статьях о русской литературе обнаруживший тонкое художественное чутьё, при этом хороший поэт. В своих стихах он часто отталкивается от непосредственных жизненных впечатлений (также — от снов) и стремится выявить скрытую в них духовную основу, Божественную волю. Так, он часто вводит мотивы смерти, обращается к образам души, ангелов, сатаны, рая и ада, затрагивает вопросы небесной и земной любви, а также посмертного существования и связи с умершими. <…> Образный язык 3лобина обнаруживает происхождение от символизма, это язык космических обобщений.
— Вольфганг Казак

## Сочинения
- После её смерти. Paris, 1951 (сборник стихов).
- Литературный дневник: Статьи// Возрождение. — 1958—1960. — №№ 80—100.
- Тяжёлая душа. Paris, 1970 (мемуары).